# Korbinian von Prielmayr
Korbinian Prielmayr, seit 1685 Korbinian von Prielmayr (* 20. Dezember 1643 in Erding; † 20. Juli 1707 in Morimond) war ein kurbayerischer Staatsmann.

## Leben
Korbinian Prielmayr wurde als Sohn des Erdinger Bürgers und Tagwerkers Kaspar Prielmayr († 1674) geboren und besuchte bis 1661 das Jesuitengymnasium in München (heute Wilhelmsgymnasium München). 1662 wurde er in die kurfürstliche Geheime Kanzlei aufgenommen, wo er zunehmend die Nähe des damaligen Vizekanzlers Kaspar von Schmid fand. 1683 stieg Prielmayr zum kurfürstlichen Rat und Geheimen Secretarius auf, 1687 wurde er zum Leiter des Archivs, 1689 zum Leiter der Geheimen Kanzlei ernannt. Damit ging auch der gesellschaftliche Aufstieg einher: 1685 erfolgte die Erhebung in den Reichsadel, 1692 die Verleihung der Edelmannsfreiheit und 1694 die Erhebung zum Reichsfreiherrn zusammen mit der Verleihung des Pflegamtes Griesbach.
Neben Kaspar von Schmid hatte Prielmayr entscheidenden Anteil an der bayerischen Außenpolitik des ausgehenden 17. Jahrhunderts; er entwickelte zusammen mit Schmid die bayerische Neutralitätspolitik unter Kurfürst Ferdinand Maria bis 1683, wandt sich allerdings erfolglos gegen das Bündnis mit Frankreich im Spanischen Erbfolgekrieg. Mehrmals war er bayerischer Gesandter, etwa bei den Verhandlungen zum Frieden von Rijswijk.
Prielmayr diente Kurfürst Max Emanuel, der zum Statthalter der spanischen Niederlande ernannt wurde, auch in Brüssel als Hofkammerpräsident (seit 1698) und bekleidete ab 1702 das Amt des bayerischen Geheimen Kriegskanzleidirektors mit der Zuständigkeit für Ausrüstung und Versorgung der Armee. Nach dem erfolglosen Feldzug gegen Österreich ging Prielmayr 1704 zusammen mit dem Kurfürsten ins Exil und starb 1707 in Morimond im Hennegau.
Sein Sohn Franz Bernhard von Prielmayr war während der Bayerischen Volkserhebung von 1705/06 Kommandant der Landesdefension und kurzzeitig Präsident der in Burghausen eingesetzten provisorischen Regierung.

## Ehrungen
In Erding wurde die Prielmayerstraße nach ihm benannt, in der sich das Museum Erding befindet; in München verläuft die Prielmayerstraße zwischen Stachus und Hauptbahnhof.